# Roger Ljung
Roger Ingemar Ljung, född den 8 januari 1966 i Lomma, är en svensk före detta fotbollsspelare och numera spelaragent.

## Klubbkarriär
Roger Ljung startade sin karriär som ung grabb i det lokala laget, GIF Nike, och som ungdomsspelare spelade Ljung i Lunds BK, innan Malmö FF köpte honom 1985. De första två åren blev det inhopp i allsvenskan.
Det var först säsongen 1987 som Ljung slog sig in i startelvan. Trots att MFF vann allsvenskan fem år i följd, 1985–89, blev det bara två SM-guld, eftersom det var slutspel på den tiden. För Roger Ljungs del blev det bara ett SM-guld 1988.  25 juni 1989 mot GAIS blev Ljungs sista match i himmelsblå tröjan.
Sommaren 1989 flyttade Ljung till schweiziska Young Boys där Tord Grip var tränare, och året efter till seriekonkurrenten FC Zürich. 1991 bytte Ljung återigen klubb, denna gång till Admira Wacker. Ljung hade en mer offensiv roll i laget och blev ofta målskytt, och gjorde hela 26 mål på 84 matcher.
Flytten gick i december 1993 till turkiska Galatasaray där Ljung blev turkisk mästare, han spelade 20 matcher under vårsäsongen 1994 och gjorde 2 mål. En perfekt uppladdning inför vad som komma skulle under VM 1994 i USA. På sommaren innan mästerskapet startade, gjorde han klart med tyska MSV Duisburg. Efter VM drabbades Ljung av flera skador och kunde bara spela 13 matcher när Duisburg åkte ur Bundesliga.
Ljung bröt tvåårskontraktet och valde att avsluta karriären. Han flyttade hem till Sverige och kvitterade ut FIFA-licensen samma år och blev agent.

## Landslaget
Roger Ljung gjorde under karriären 59 matcher och 4 mål för svenska landslaget. Han debuterade den 12 januari 1988 i träningslandskampen mot Östtyskland på Kanarieöarna.
Ljung spelade med i OS-laget i Seoul 1988 och spelade vänster ytterback i tre av de fyra OS-matcherna.. Ljung gjorde sitt första landslagsmål i VM-kvalmatchen mot Polen 7 maj 1989.
Ljung kom med i truppen till Italien-VM 1990, där Sverige bara spelade 3 matcher. Han spelade första matchen mot Brasilien som mittback, i stället för Glenn Hysén som var skadad.  
Han blev även uttagen till EM 1992 på hemmaplan. Än en gång så deltog Ljung bara i en match, i semifinalen mot Tyskland där det blev förlust med 2–3.
Under VM 1994 var däremot Ljung given i startelvan som vänsterback, och deltog i 6 av 7 matcher när Sverige vann VM-brons. Han var lysande i öppningsmatchen mot Kamerun och nickade in Sveriges första mål. Ljung skadade högerarmen efter ett olyckligt fall i Rysslandsmatchen och plågades av en smärtande högerljumske. Ändå spelade han sitt livs fotboll och var en tillgång i både defensiven och offensiven. Ljung fick sin andra varning i semifinalen mot Brasilien och var därmed avstängd i bronsmatchen mot Bulgarien.
Ljungs sista landskamp blev en träningsmatch mot Brasilien på Villa Park i Birmingham 4 juni 1995.

## Meriter

### Klubblag
Malmö FF
- Allsvenskan: 1987, 1988

Galatasaray SK
- 1.Lig: 1994

### Landslag
- VM i fotboll: 1990, 1994
  - VM-brons 1994
- EM i fotboll: 1992
- kopia av Svenska Dagbladets guldmedalj 1994

### Webbsidor
- Profil på sports-reference.com